# Le Val-David
Le Val-David és un municipi francès situat al departament de l'Eure i a la regió de Normandia. L'any 2007 tenia 757 habitants.

## Demografia

### Població
El 2007 la població de fet de Le Val-David era de 757 persones. Hi havia 271 famílies de les quals 36 eren unipersonals (16 homes vivint sols i 20 dones vivint soles), 96 parelles sense fills, 119 parelles amb fills i 20 famílies monoparentals amb fills.
La població ha evolucionat segons el següent gràfic:
Habitants censats

### Habitatges
El 2007 hi havia 304 habitatges, 280 eren l'habitatge principal de la família, 15 eren segones residències i 9 estaven desocupats. Tots els 303 habitatges eren cases. Dels 280 habitatges principals, 247 estaven ocupats pels seus propietaris, 27 estaven llogats i ocupats pels llogaters i 6 estaven cedits a títol gratuït; 2 tenien dues cambres, 22 en tenien tres, 68 en tenien quatre i 188 en tenien cinc o més. 231 habitatges disposaven pel capbaix d'una plaça de pàrquing. A 86 habitatges hi havia un automòbil i a 179 n'hi havia dos o més.

### Piràmide de població
La piràmide de població per edats i sexe el 2009 era:
| Homes | Edats   | Dones |
| ----- | ------- | ----- |
| 0     | 95 o +  | 0     |
| 0     | 90 a 94 | 4     |
| 4     | 85 a 89 | 0     |
| 0     | 80 a 84 | 8     |
| 8     | 75 a 79 | 4     |
| 8     | 70 a 74 | 12    |
| 8     | 65 a 69 | 12    |
| 32    | 60 a 64 | 16    |
| 12    | 55 a 59 | 16    |
| 44    | 50 a 54 | 48    |
| 52    | 45 a 49 | 48    |
| 20    | 40 a 44 | 16    |
| 32    | 35 a 39 | 24    |
| 20    | 30 a 34 | 44    |
| 12    | 25 a 29 | 12    |
| 16    | 20 a 24 | 8     |
| 20    | 15 a 19 | 36    |
| 32    | 10 a 14 | 24    |
| 24    | 5 a 9   | 24    |
| 8     | 0 a 4   | 4     |

## Economia
El 2007 la població en edat de treballar era de 507 persones, 378 eren actives i 129 eren inactives. De les 378 persones actives 352 estaven ocupades (183 homes i 169 dones) i 26 estaven aturades (14 homes i 12 dones). De les 129 persones inactives 52 estaven jubilades, 45 estaven estudiant i 32 estaven classificades com a «altres inactius».

### Ingressos
El 2009 a Le Val-David hi havia 286 unitats fiscals que integraven 775,5 persones, la mediana anual d'ingressos fiscals per persona era de 23.163 €.

### Activitats econòmiques
Dels 7 establiments que hi havia el 2007, 1 era d'una empresa de construcció, 2 d'empreses de comerç i reparació d'automòbils, 1 d'una empresa de serveis, 2 d'entitats de l'administració pública i 1 d'una empresa classificada com a «altres activitats de serveis».
Dels 2 establiments de servei als particulars que hi havia el 2009, 1 era una lampisteria i 1 perruqueria.
L'any 2000 a Le Val-David hi havia 3 explotacions agrícoles.

## Equipaments sanitaris i escolars
El 2009 hi havia una escola elemental.

## Poblacions més properes
El següent diagrama mostra les poblacions més properes.